# PTRC-2005
El PTRC-2005 es el desarrollo de un APC para los requerimientos de las Fuerzas Militares de Colombia, presentado como un proyecto privado; hecho por la compañía IMDICOL para el ejército colombiano. El vehículo es un APC de apoyo a tropas en tierra, con excelentes prestaciones a campo traviesa, en esperas de ser producido en serie a partir del año 2010, en conmemoración del bicentenario de la independencia de Colombia.

## Historia
En 1999 el gobierno colombiano intentó reconstruir el parque blindados de APC; y para ello decidió construir un APC propio, inicialmente el Aymara 2000 A1. Ante esta situación el gobierno de Venezuela reaccionó con disgusto, pero dio un manejo diplomático del asunto para esa entonces; sin mayores implicaciones. Este proyecto no se abandonó como se dice en 2001, pues fue retomado en el 2004; cuando el señor General del ejército Castro decidió reanudar las investigaciones y en 2005 presentó el PTRC-2005 como prototipo. Se construyeron 4 unidades, después de trámites burocráticos nefastos, se dedicó a favorecer la restauración de los obsoletos cascavel y los Urutú; así como la adquisición de modelos importados de APC's, pero luego se ha decidido darle prioridad a los proyectos en donde se estimule la inversión, investigación y el uso de mano de obra nacional, donde se decide retomarlo y remontar su producción en asocio con la industria privada para conmemorar el bicentenario del grito de independencia de la república, y dotar de APC's a la infantería del ejército colombiano acorde a sus necesidades.

## Características técnicas destacables
- Motorización:
  - Motor:Cummins 4089 A Duo,
  - Caja de Marchas: Allison, 6 velocidades
  - Sistema eléctrico: 24 voltios, de baterías paralelas con sistemas independientes.
- Velocidad máxima: 96 km/h
- Autonomía: 800 km a 60 km/h
- Armamento Instalado:
  - Tiene instalada una torreta con sistema optrónico para una ametralladora cal 12,7 * 99 mm, como fuego de apoyo a la infantería.

## Asignaciones
Existen conocidas 4 unidades las cuales se encuentran 2 en Caquetá en actividades con las brigadas de contraguerrilla, una en Chocó en misiones y una en Medellín, pero presumiblemente hay más en proceso de construcción. Las unidades han sido asignadas a la brigada destacada en Ipiales, Nariño, siendo usadas en operaciones de patrullaje en la zona fronteriza con Ecuador.
Las unidades de servicio e instrucción nominalmente se encuentran adscritas al batallón Quiñones en Bogotá.